# ジョン・ロバートソン
ジョン・ロバートソン（John Neilson Robertson, 1953年1月20日 - )は、スコットランド・ラナークシャー出身の元サッカー選手で指導者。現役時代のポジションはウインガー元スコットランド代表。

## 経歴
1970年にノッティンガム・フォレストFCに加入、以降13年間クラブの中心選手の一人として、リーグ優勝、2度のUEFAチャンピオンズカップ優勝などタイトル獲得に貢献した。特に1978-79シーズン、チャンピオンズカップ決勝のマルメFFとの対戦ではトレヴァー・フランシスのゴールをお膳立て、翌1979-80シーズン、チャンピオンズカップ決勝のハンブルガーSVとの対戦で決勝点を挙げた。
1983年からの2シーズンをダービー・カウンティFCで過ごした。1985-86年シーズンにノッティンガム・フォレストに復帰、同シーズン限りで引退した。
スコットランド代表としては、2度のワールドカップに出場、通算成績は28試合8得点。

## タイトル
ノッティンガム・フォレスト
- フットボールリーグファーストディビジョン : 1977-78
- UEFAチャンピオンズカップ : 1978-79, 1979-80
- フットボールリーグカップ：1977–78, 1978–79
- FAコミュニティ・シールド : 1978
- UEFAスーパーカップ : 1979

個人
- PFA セカンドデビジョンベストイレブン : 1976-77
- PFA ファーストデビジョンベストイレブン : 1977-78
- スコットランドサッカーの殿堂 : 2006